# Walther Nehring
Walther Nehring, właśc. Walther Kurt Josef Nehring (ur. 15 sierpnia 1892 w Człuchowie, zm. 20 kwietnia 1983 w Düsseldorfie) – niemiecki generał, uczestnik I i II wojny światowej w tym: agresji na Polskę i Francję oraz ataku na Związek Radziecki.
W armii niemieckiej służył od 1911 roku. W czasie I wojny światowej był już oficerem i uczestniczył w działaniach bojowych na froncie wschodnim, a od 1916 na froncie zachodnim. Następnie służył w Reichswehrze i Wehrmachcie. Podczas II wojny światowej brał udział w agresji na Polskę i Francję. 26 października 1940 roku powierzono mu dowództwo 18 Dywizją Pancerną, z którą uczestniczył w ataku na Związek Radziecki. Następnie brał udział w walkach w Afryce, dowodząc korpusem ekspedycyjnym zwanym Afrika Korps (9.03 – 18.03.1942). Po powrocie do Niemiec powierzono mu dowództwo XXIV Korpusu Pancernego. W czasie walk z Armią Czerwoną dowodzony przez niego XXIV KPanc. został rozbity w czasie operacji wislańsko-odrzańskiej, która ruszyła 12 stycznia 1945 roku. Jego resztki połączone z niedobitkami XXXX Korpusu Pancernego nazwano Grupą Nehringa. 22 marca 1945 roku powierzono Nehringowi dowodzenie 1 Armią Pancerną.  

## Ordery i odznaczenia[1]
- Krzyż Rycerski Krzyża Żelaznego
- Krzyż Żelazny I klasy (dwukrotnie)
- Krzyż Żelazny II klasy (dwukrotnie)
- Krzyż Honorowy
- Medal Pamiątkowy 1 października 1938 z okuciem Zamek Praga
- Medal za Kampanię Zimową na Wschodzie 1941/1942
- Medal za Męstwo Wojskowe (Włochy)